# Rubus campaniensis
Rubus campaniensis är en rosväxtart som beskrevs av Winkel och A. van de Beek. Rubus campaniensis ingår i släktet rubusar, och familjen rosväxter. Inga underarter finns listade i Catalogue of Life.